# ورسیتی ویو، ساسکاتون
ورسیتی ویو، ساسکاتون (به انگلیسی: Varsity View, Saskatoon) یک منطقهٔ مسکونی در کانادا است که در ساسکاچوان واقع شده‌است.

## خصوصیات
ورسیتی ویو ۱٫۲۷ کیلومترمربع مساحت و ۳٬۶۱۱ نفر جمعیت دارد.